# Oyochrysa ancora
Oyochrysa ancora är en insektsart som beskrevs av Brooks 1985. Oyochrysa ancora ingår i släktet Oyochrysa och familjen guldögonsländor. Inga underarter finns listade i Catalogue of Life.